# Recsica (Homeli terület)
Recsica (Рэчыца, oroszul Речица) város Fehéroroszország délkeleti részén, a Homeli terület Recsicai járásának székhelye. 2005-ben becsült népessége 65 ezer fő volt, ezzel a Homeli terület 5. legnépesebb városa. A Dnyeper jobb partján fekszik, Homeltől 50 km-re nyugatra, a Recsica-patak torkolatánál.

## Történelem
Első írásos említése 1213-ból származik, neve a szláv folyó (reka) szóból származik. Ekkoriban a Csernyigovi fejedelemséghez tartozott. A 14. században a Litván Nagyfejedelemséghez csatolták. A litvánok (Orsához, Mahiljovhoz, Sklovhoz hasonlóan keleti határaik védelmére erődöt emeltek a Dnyeper magas jobb partján. Az idők során három erődvonalat építettek ki. Az erőd védelmében alakult ki a kereskedőváros, melynek a 17. században piactere és dominikánus kolostora is volt (nem maradt fenn, helyén ma a városi park található).  1793-ban csatolták Oroszországhoz, 1796-ban kapott városi jogokat. A 19. században alakult ki a város új, mesterségesen kialakított alaprajza, a jelentőségét vesztett erődöt lebontották. 1920 májusában a kelet felé előrenyomuló lengyelek elfoglalták, de hamarosan újra a Vörös Hadsereg kezére került, 1926-ban csatolták a BSZSZK-hoz. A német megszállás 1941. augusztus 22. – 1943. november 18. között tartott. 1964-ben a város környékén tárták fel a Belorusz SZSZK első kőolajlelőhelyeit, melyeken ma is folyik a kitermelés.

## Gazdaság
A várostól 10 km-re halad a Breszt-Homel közötti M10-es főút. Főutak kötik össze Lojevvel (62 km), Hojnyikival (67 km), Szvetlahorszkkal (56 km). Vasútállomás a Kalinkavicsi-Homel vonalon, folyami kikötő a Dnyeperen. A Dnyeperen egy vasdúti híd ível át, a bal parttal való összeköttetést kompjárat biztosítja. Vegyipara elsősorban a környékén kitermelt földgáz feldolgozásával foglalkozik. Fémcikkek gyártása (Recsickij Metyiznij Zavod), kerámiaipar, fafeldolgozás (Recsicadrev), textilipar. Élelmiszeriparának legismertebb ága a sörgyártás (Recsicapivo) jelentős a tejfeldogozás (vaj- és tejporgyártás) és a gyümölcsborok előállítása is.

## Nevezetességek
- A Troickij-templom 1903-ban épült neogótikus stílusban.
- Az Uszpenszkij-templom 1872-ben épült.
- Az egykori zsinagóga épülete a 19. század végéről származik.

## Testvérvárosok
- Bălți, Moldova
- Ocniţa, Moldova
- Priluki, Ukrajna
- Szatka, Oroszország

## Külső hivatkozások
- Hivatalos honlap (oroszul) Archiválva 2020. december 5-i dátummal a Wayback Machine-ben
- Városi portál Archiválva 2007. március 14-i dátummal a Wayback Machine-ben
- Nevezetességek (oroszul)